# Sorel (Somme)
Sorel is een gemeente in het Franse departement Somme (regio Hauts-de-France) en telt 163 inwoners (2005). De plaats maakt deel uit van het arrondissement Péronne.

## Geografie
De oppervlakte van Sorel bedraagt 7,8 km², de bevolkingsdichtheid is 20,9 inwoners per km².
De onderstaande kaart toont de ligging van Sorel (Somme) met de belangrijkste infrastructuur en aangrenzende gemeenten.

## Demografie
Onderstaande figuur toont het verloop van het inwonertal (bron: INSEE-tellingen).

1. ↑  Populations de référence 2022.